# Celama pycnopasta
Celama pycnopasta är en fjärilsart som beskrevs av Turner 1944. Celama pycnopasta ingår i släktet Celama och familjen trågspinnare. Inga underarter finns listade i Catalogue of Life.